# Contra el mètode
Contra el mètode (títol original en anglés: Against Method: Outline of an Anarchist Theory of Knowledge) és una publicació de Paul Feyerabend del 1970. L'obra és, com diu el subtítol, un esquema d'una teoria anarquista del coneixement; en aquesta obra, el mot anarquisme es refereix a l'anarquisme epistemològic. L'autor planteja que la integració de recursos irracionals en la recerca, deixant de banda el mètode científic, elimina obstacles al coneixement.

## Contingut
Feyerabend divideix la seua argumentació en una crítica abstracta i una sèrie de casos històrics d'estudi.
La crítica abstracta és una reducció a l'absurd del monisme metodològic: la creença que una única metodologia pot produir progrés científic. Feyerabend identifica quatre característiques d'aquest monisme: el principi de falsació, una demanda de major contingut empíric, la prohibició d'hipòtesi ad hoc i la condició de consistència. Demostra que aquestes característiques impliquen que la ciència no pot progressar, cosa que els defensors del mètode científic van veure absurda.
Els casos històrics d'estudi també es presenten com una reducció. Feyerabend pren la premissa que l'avanç de Galileu quan postula una cosmologia heliocèntrica fou un exemple de progrés científic. Demostra, llavors, que Galileu no s'adscrigué a les condicions del monisme metodològic.
Feyerabend resumeix les seues reduccions amb la frase "tot val" ("anything goes"). Aquesta és l'única metodologia transcendental que pot oferir, que no inhibisca el progrés de la ciència.